# Dancourt-Popincourt
Dancourt-Popincourt is een gemeente in het Franse departement Somme (regio Hauts-de-France) en telt 128 inwoners (1999). De plaats maakt deel uit van het arrondissement Montdidier.

## Geografie
De oppervlakte van Dancourt-Popincourt bedraagt 5,9 km², de bevolkingsdichtheid is 21,7 inwoners per km².
De onderstaande kaart toont de ligging van Dancourt-Popincourt met de belangrijkste infrastructuur en aangrenzende gemeenten.

## Demografie
Onderstaande figuur toont het verloop van het inwonertal (bron: INSEE-tellingen).

## Galerij

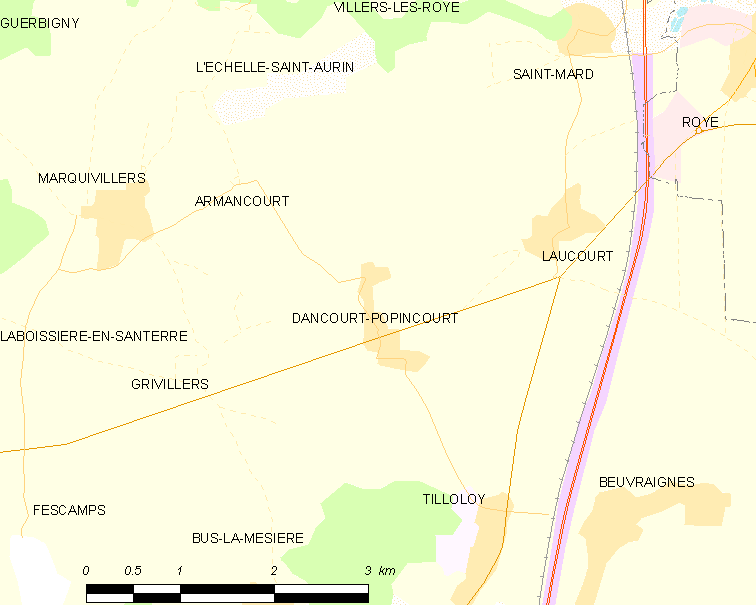
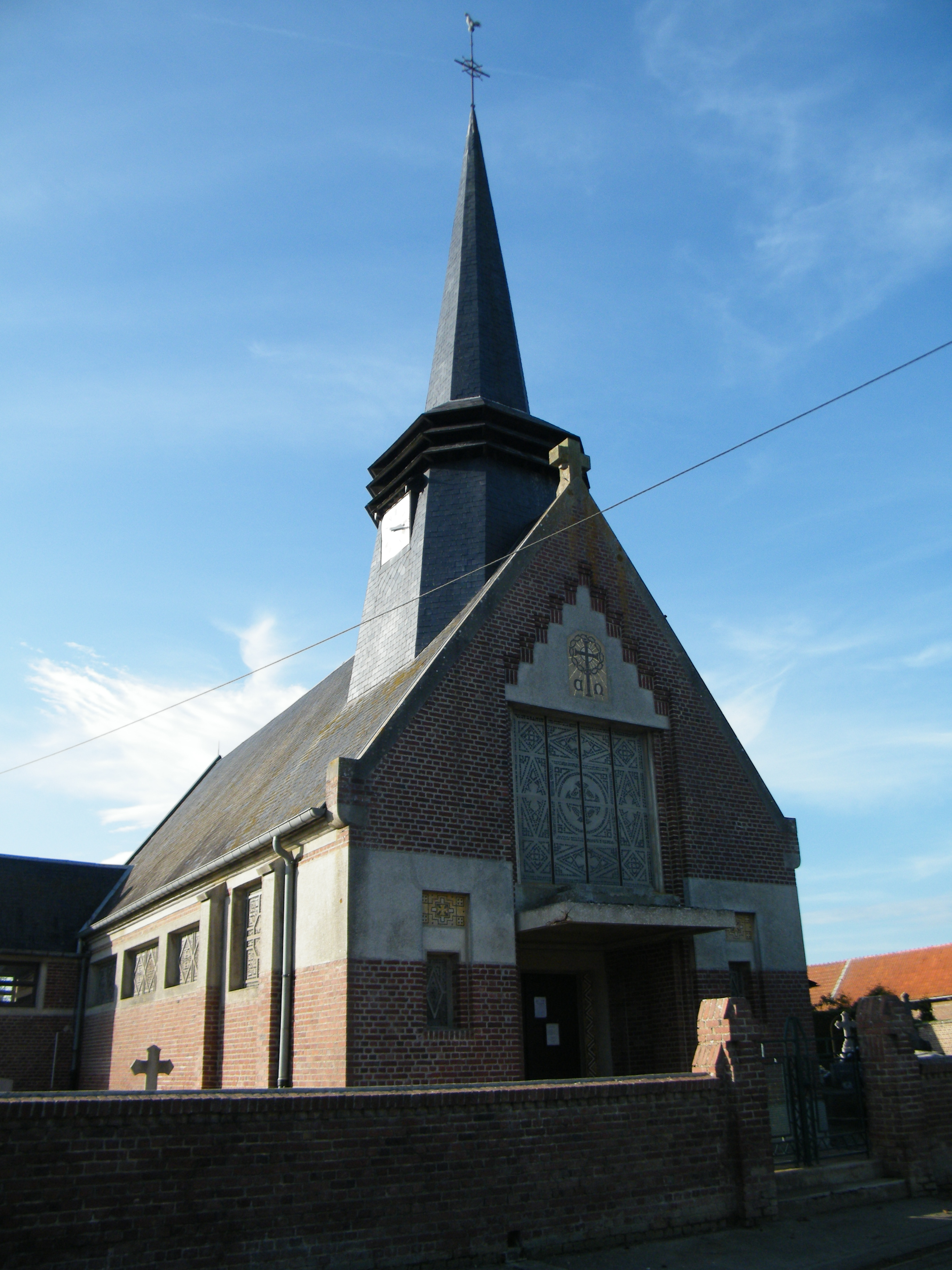
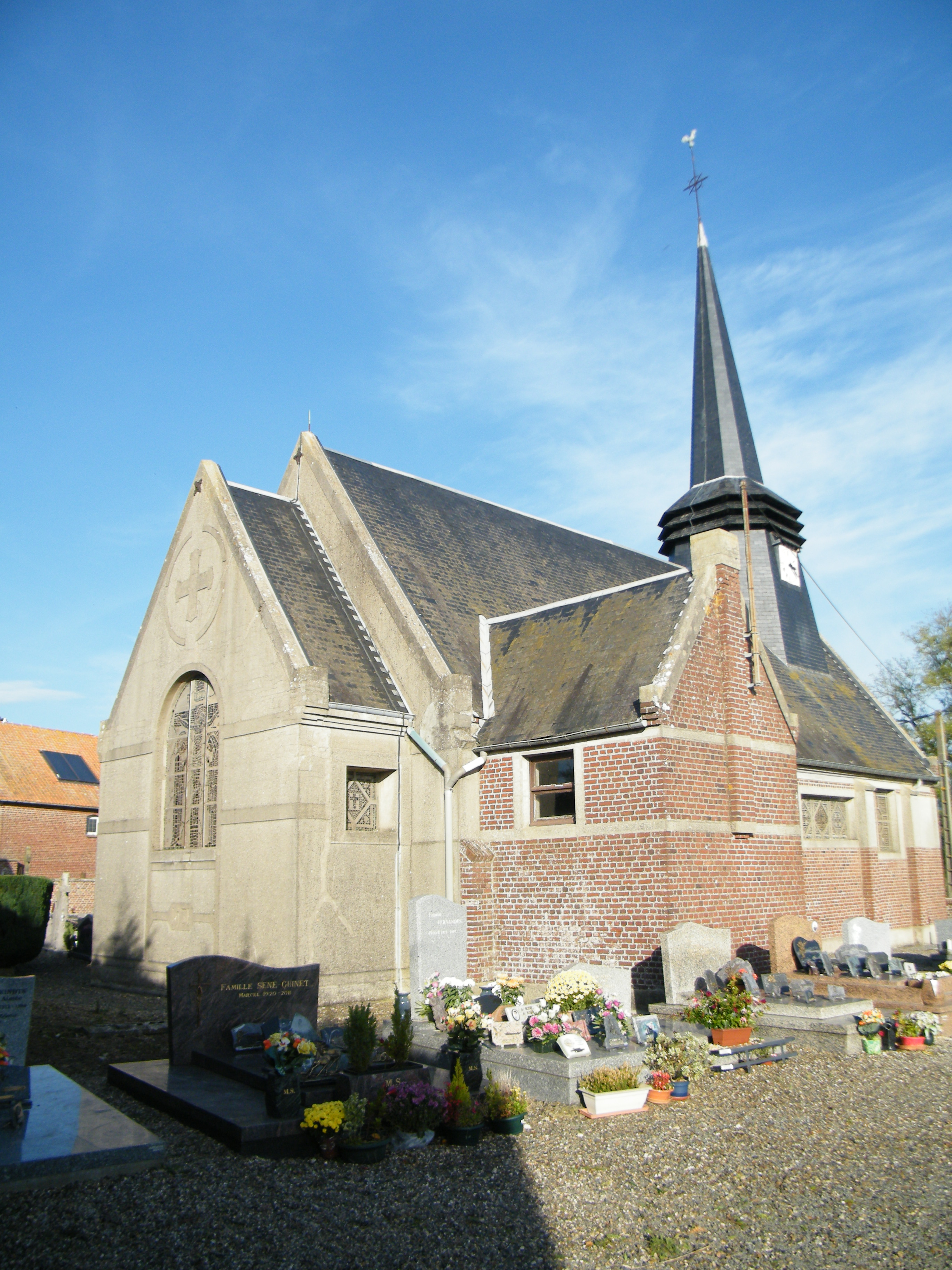
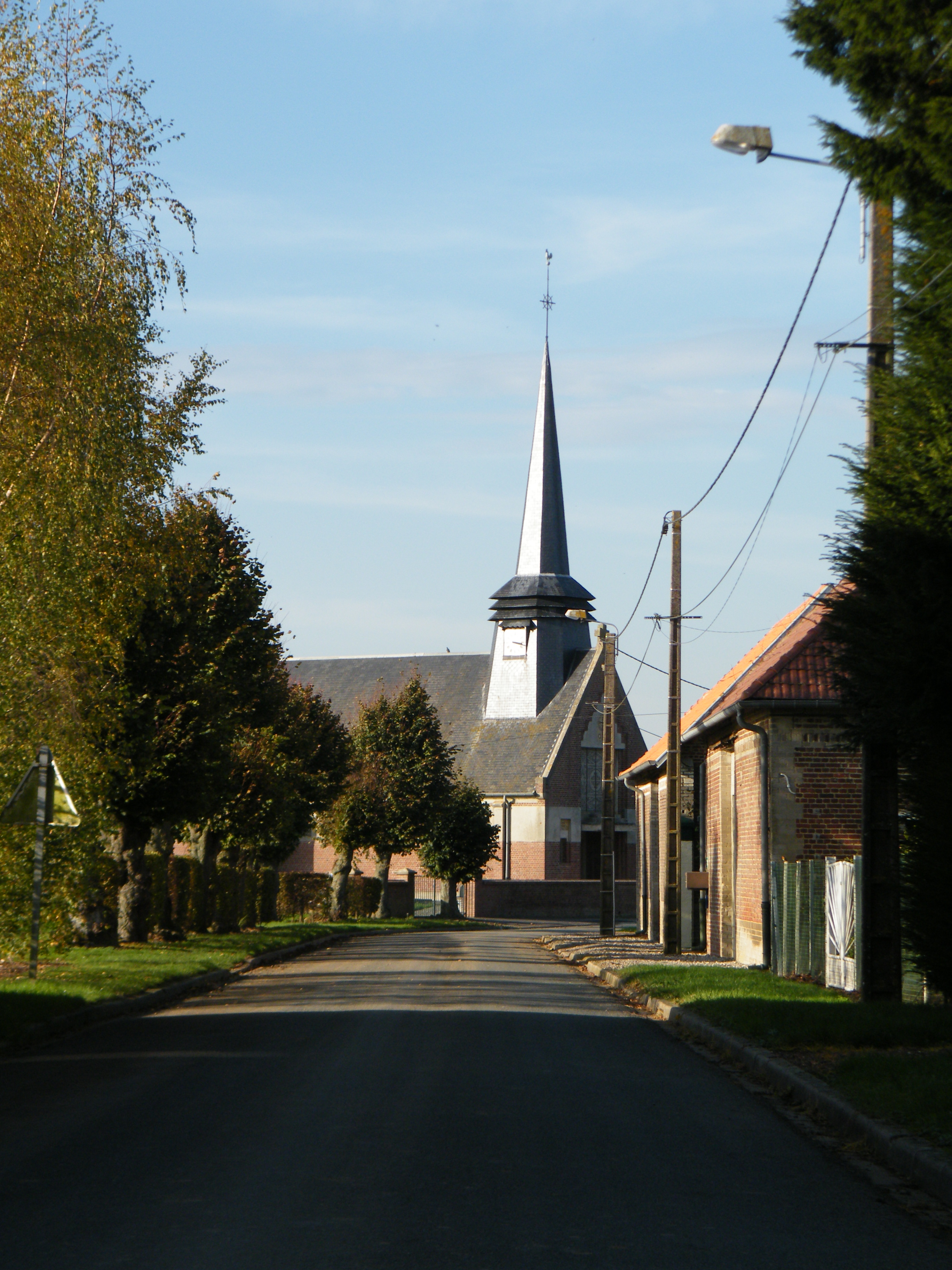
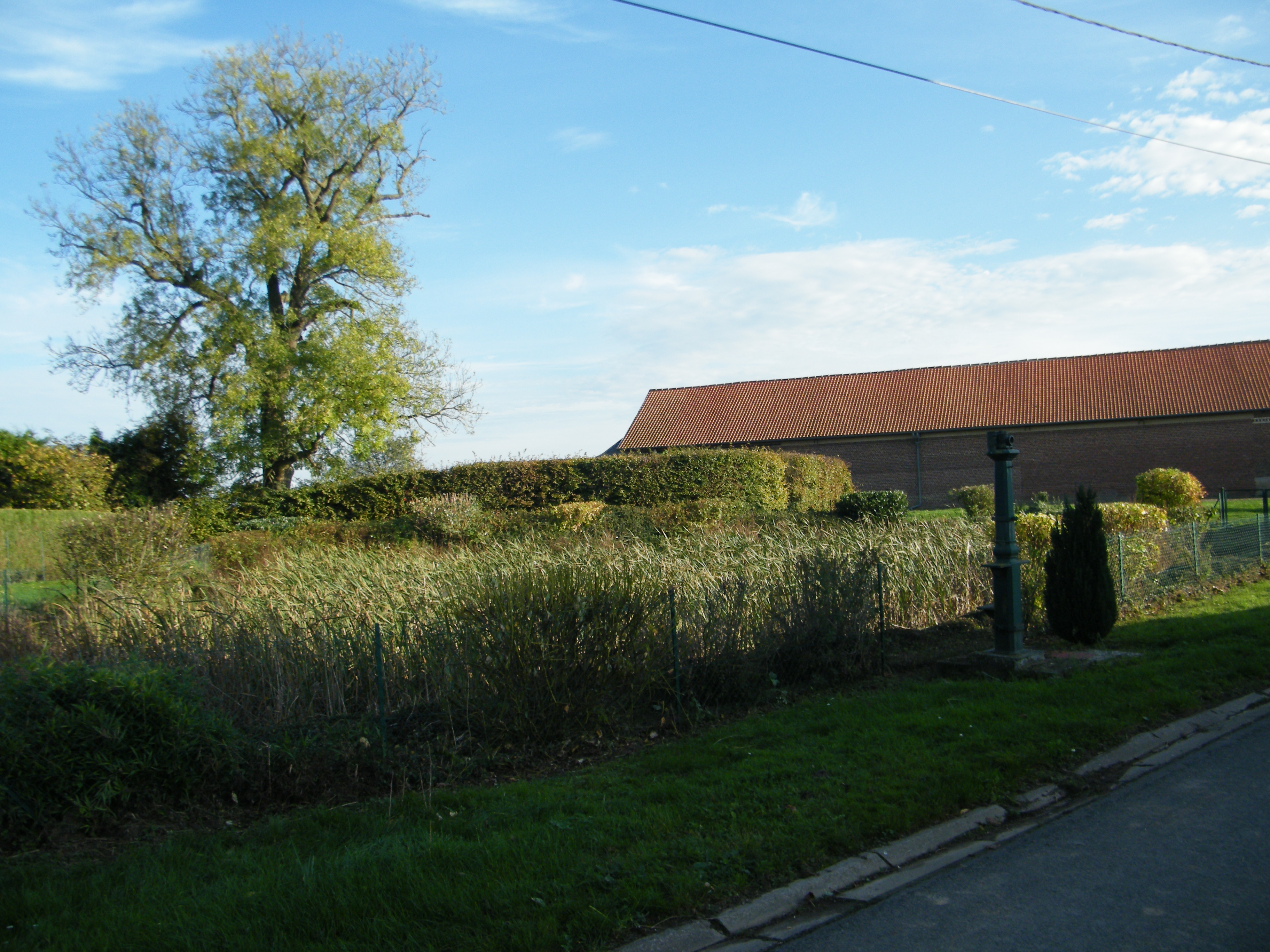

1. ↑  Populations de référence 2022.